# دبليو. إليوت والدن
دبليو. إليوت والدن (بالإنجليزية: W. Elliott Walden)‏ هو مدرب خيول أمريكي، ولد في 10 فبراير 1963 في ليكسينغتون في الولايات المتحدة.